# (186832) Mosser
(186832) Mosser est un astéroïde de la ceinture principale.

## Description
(186832) Mosser est un astéroïde de la ceinture principale. Il fut découvert le 17 mars 2004 à Valmeca par Christophe Demeautis et Daniel Matter. Il présente une orbite caractérisée par un demi-grand axe de 2,43 UA, une excentricité de 0,20 et une inclinaison de 2,2° par rapport à l'écliptique.

## Compléments